# Tutorat
 (janvier 2025).
Si vous disposez d'ouvrages ou d'articles de référence ou si vous connaissez des sites web de qualité traitant du thème abordé ici, merci de compléter l'article en donnant les références utiles à sa vérifiabilité et en les liant à la section « Notes et références ».
Le tutorat est une relation formative entre un enseignant, le tuteur, et un apprenant. Il se distingue de l'enseignement classique impliquant professeurs et élèves par une formation individualisée et flexible. Le tuteur n'a pas forcément toutes les connaissances que doit maîtriser l'apprenant au terme de sa formation car son rôle n'est pas d'apporter des réponses aux problèmes posés mais de guider l'apprentissage.
Le tutorat s'applique dans des contextes différents dans lesquels le tuteur peut avoir différents statuts. Un tuteur en entreprise aura généralement un statut juridique soumis à une réglementation stricte (qui variera selon les pays) alors que le rôle de tuteur en école pourra être pris par n'importe quel enseignant ou même étudiant.
Dans le contexte des études, on peut définir le tutorat comme une forme d'aide individualisée qui vise à apporter en dehors du contexte de la classe, une aide personnalisée aux études. Outre cette définition large, il peut prendre de nombreux aspects, notamment selon
- qu'il s’adresse à un étudiant seul ou à un groupe d’étudiants
- que le tuteur soit un professeur, ou un autre étudiant. Dans ce deuxième cas, on parle de « tutorat par les pairs »[1]. Le tutorat représente une relation pédagogique singulière entre pairs mais c’est aussi un type particulier de situations de service orienté vers le conseil et l’accompagnement. En ergonomie, une situation de service est définie selon quatre caractéristiques : l’objet de travail est commun aux interactants, ils connaissent une inégalité de moyens et de ressources dans la gestion de l’action mais des moyens complémentaires existent de part et d’autre, la relation d’aide est instituée socialement. Le but est d’aider son collègue à prendre les bonnes décisions pour ses apprentissages en cours[2]. L’activité de conseil du tuteur est bornée dans le temps mais elle suppose de s’installer dans la relation pour apporter des ressources au moment adéquat et saisir les occasions de collaboration[3].
- de nombreuses variantes sont possibles, selon la nature du dispositif (temporalité, choix ou imposition du tuteur, nature de l'activité), la formation donnée aux tuteurs, les apprentissages visés (matières académiques, mais aussi amélioration de l'intégration dans l'institution ou développement personnel). Plutôt que de tutorat, on parle alors de coaching pédagogique.

## Approche historique du tutorat
(décembre 2020).
Si vous disposez d'ouvrages ou d'articles de référence ou si vous connaissez des sites web de qualité traitant du thème abordé ici, merci de compléter l'article en donnant les références utiles à sa vérifiabilité et en les liant à la section « Notes et références ».

### Les pères du tutorat
- Si l’idée fondamentale du tutorat est présente dès l’Antiquité avec Socrate et l’orientation de la pensée à travers des questions qui l’amènent à réfléchir, on doit surtout la notion de tutorat à Comenius philosophe et théologien. Celui-ci considérait l’éducation comme indissociable de la vie en société. Dans son œuvre « Grande Didactique », il traite du besoin pour l’élève d’enseigner à d’autres. Il y présente un modèle d’éducation où le maître est épaulé dans sa tâche par les meilleurs de ses élèves, lesquels répètent ses dires et apportent leur soutien aux autres enfants. Ce procédé permet non seulement de pallier les problèmes d’effectifs, les élèves étant relativement nombreux, mais aussi d’impliquer ces derniers, qui participent dès lors à leur propre éducation, ainsi que d’éviter la mise à l’écart des élèves en difficulté. Pour Comenius, la compréhension passe par la pratique. Il considère en effet que le système classique d’enseignement est insuffisant, et que seule la mise en application permet à l’enfant de passer du statut d’élève à celui de maître.
- C’est en 1798 que Pestalozzi projette en Suisse la construction de l’école de Stans, une école destinée à des orphelins de guerre et des enfants défavorisés. C’est pour faire face à un manque en matériel et de personnel encadrant qu’il y appliquera le modèle d’éducation qu’il développait dans son œuvre Léonard et Gertrude (publiée en trois parties de 1781 à 1787). Ce modèle, inspiré des idées de Comenius, repose sur un système d’entraide entre les élèves, sous forme de monitorat.

### Le tutorat en France sous l'Ancien Régime
C’est sous l’Ancien Régime que l’on voit en France le tutorat être mis en pratique. On l’applique en effet dans les écoles accueillant des enfants défavorisés tant pour pallier des problèmes économiques que par pédagogie. On peut citer en particulier les Écoles de Charité de Démia, l’Institut des Frères des Écoles chrétiennes, fondé par Jean-Baptiste de La Salle, ou encore la Maison royale de Saint-Louis, fondée par Madame de Maintenon en 1686. Le rôle du tutorat y est primordial :
- Sur le plan économique, il permet de réduire les frais relatifs au fonctionnement de l’école.
- Sur le plan du personnel, il permet de :
  1. pallier le problème du manque de personnel
  2. répondre au manque d’enseignants qualifiés
- Sur le plan de la scolarisation, il permet à des enfants défavorisés de recevoir une éducation à moindre coût.
- Sur le plan pédagogique, il permet de :
  1. renforcer la discipline
  2. impliquer davantage les élèves dans leurs études
  3. valoriser l’apprentissage du fait du rôle actif de l’élève
  4. favoriser le mimétisme en faisant des meilleurs élèves des modèles pour les autres

## Le tutorat à travers le monde

### Le tutorat interculturel
Durant les années cinquante et soixante, les États-Unis sont confrontés à une immigration massive, composée principalement de Mexicains et de Portoricains. Ces populations forment alors des minorités ethniques. Parallèlement, une autre minorité ethnique, la population noire d’Amérique est enfin prise en considération et des politiques de déségrégation sont mises en place.
L’Europe aussi connaît à partir de ces années une forte immigration liée au développement économique caractéristique de cette période. Plusieurs pays d’Europe de l’Ouest accueillent des populations venant des pays méditerranéens sous-développés. Les enfants de ces populations sont amenés tout naturellement à être scolarisés dans leur pays d’accueil mais cela pose certains problèmes. D’abord, ils ne sont pas forcément bien acceptés. Ensuite, ils doivent apprendre une nouvelle langue, une nouvelle culture et une scolarité différentes de la leur. Ces enfants rencontrent souvent des difficultés.
Aux États-Unis comme en Europe, les enfants rencontrent les mêmes problèmes d’intégration d’autant plus que les professeurs ne savent souvent pas comment gérer ce genre de situation. C’est dans ce contexte qu’apparaît le tutorat interculturel. L’idée consiste à mettre ensemble des élèves de cultures différentes (culture d’accueil et culture étrangère ou deux cultures étrangères avec deux niveaux d’intégration) les uns (les tuteurs) chargés d’apporter aux autres (les tutorés) ce dont ils ont besoin.
Ainsi, plusieurs projets et initiatives font leur apparition. Des enfants noirs de Manhattan reçoivent des tuteurs étudiants de junior high school chargés de les aider dans leurs apprentissages, trois domaines étant concernés : les mathématiques, le vocabulaire et l’orthographe. Les enfants noirs de Boston bénéficient de cours en espagnol par des Portoricains et inversement, les enfants portoricains reçoivent des cours d’anglais. Les Indiens Navajos reçoivent des cours d’anglais par des condisciples anglophones. En Grande-Bretagne, de jeunes ressortissants du Penjab sont initiés à l’anglais par des autochtones de l’agglomération londonienne. Toutes ces initiatives ont pour ambition de favoriser l’intégration des minorités ethniques et ainsi, de prévenir des crises sociales interethniques. Les tuteurs, ayant une plus grande marge de manœuvre que les enseignants (soumis à des règles et normes précises), sont mieux placés pour parvenir à ces fins.
Au Viêt-Nam avant, le tutorat était lié aux érudits confucianistes.

## Les fonctions du tuteur enapprentissage par problèmes
En apprentissage par problèmes lors du travail en groupe, on peut résumer les fonctions du tuteur par l'acronyme mnémotechnique C.Q.F.D : Conduire, Questionner, Faciliter, Diagnostiquer :
- Conduire : l'exploitation de la situation-problème suppose que le groupe passe par diverses étapes :

1. organiser le groupe et répartir les rôles
2. prendre connaissance du document fourni
3. comprendre et éclaircir le problème
4. établir une liste de questions à résoudre pour traiter le problème
5. préciser les objectifs d'apprentissage
6. établir un plan d'action, avec un "qui fait quoi". Le tuteur intervient pour vérifier que chaque étape est validée avant de passer à la suivante. Il rappelle les objectifs finaux.

- Questionner : le tuteur ne doit pas résoudre le problème à la place des étudiants. Poser des questions constitue son principal outil pour :

1. connaître le niveau de compréhension des étudiants,
2. mettre en évidence les points de désaccord
3. éclaircir les points de blocage
4. pousser à aller plus loin.

- Faciliter : interventions - verbales et non verbales - visant à créer un climat de travail positif dans les groupes : faire circuler la parole, encourager l'animateur dans son rôle, donner un feedback positif quand le groupe fonctionne bien.

- Diagnostiquer : observer avant d'intervenir sur les trois registres précédents pour comprendre la dynamique de groupe et les difficultés en cours et ajuster ensuite au mieux ses interventions.

## Les tutorats d'entrée en études de santé
Pour réaliser des études médicales, que ce soit des études de médecine, de chirurgie-dentaire, de sage-femme ou encore de kinésithérapie ou d'ergothérapie dans certaines villes, il est nécessaire de passer par la Première Année Commune aux Études de Santé, anciennement connu sous le nom de PACES. Cette année est conclue par un concours très sélectif ouvrant les portes aux différentes filières sus-citées. C'est seulement grâce à un classement en rang utile à cette épreuve que l'étudiant peut continuer d'étudier dans la voie qu'il aura choisi.
Dans certaines villes, les étudiants des années supérieures organisent des tutorats pour venir en aide aux étudiants de première année dans la préparation de ces concours.

## Le tutorat dans les études d'infirmiers

### Introduction
Dans le cadre de la réforme, la place du tutorat, auprès des étudiants en soins infirmiers est primordiale. Le tuteur de stage constitue un pivot essentiel dans le processus de l'alternance intégrative, son projet d'accompagnement des étudiants, en collaboration avec le Maître de stage et les professionnels de proximité doit permettre aux étudiants d'acquérir progressivement les compétences professionnelles attendues. Cette réforme implique une nouvelle organisation, de nouveaux rapports entre les personnels des structures de soins (dont le rôle dans la formation est renforcée) et l'Institut de Formation en Soins Infirmiers (IFSI). La redéfinition des rôles touche prioritairement les "Tuteurs de stage", placés au centre des collaborations entre le référent de l'IFSI, le Maître de Stage et les Professionnels de Proximité. Investis d'une mission de formation et d'évaluation renforcée, les futurs Tuteurs vont devoir construire de nouvelles compétences.

### Contexte d'émergence de la réforme des études
- Loi dite de modernisation sociale du 17 janvier 2002 :
  - Obligation d'inscription des diplômes au Répertoire National des Certifications Professionnelles (RNCP)
  - Validation des acquis de l'expérience (VAE)...

- Politique européenne : Accords de Bologne (1999)...
  - Amélioration de la lisibilité des diplômes au sein de l'espace européen
  - Réorganisation des diplômes de l'enseignement supérieur selon modèle commun : Licence, Master, Doctorat (LMD)

- Modification dans l'accessibilité au savoir
- Demande de santé en évolution constante

### Rôle et responsabilité des tuteurs de stage
Le soignant exerçant des fonctions d'encadrement est responsable de l'organisation du stage :
Démarche d'accueil, suivi du présentéisme
- Il met en place les moyens nécessaires à l'encadrement : nomme un professionnel de proximité au quotidien (un tuteur)
- Il est garant de la qualité de l'encadrement
- Il assure les relations avec l'IFSI
- Il règle les questions en cas de litige et participe à l'évaluation des étudiants.

Le soignant expérimenté (le tuteur) représente la fonction pédagogique du stage. L'accompagnement par le tuteur sur les lieux de stage permet de considérer l'IFSI et le terrain comme deux lieux d'apprentissage. En conséquence, le tuteur aura pour missions :
- Accueillir le stagiaire pour faciliter son intégration dans le service
- Prendre connaissance des objectifs
  - Institutionnels en regard du niveau de formation spécifique au stage
  - Travailler toujours en relation avec l'IFSI

- Valider le projet professionnel du stagiaire
  - Lire et valider avec lui ses objectifs personnels
  - Repérer les situations de travail et organiser un travail en binôme avec un professionnel

- Qualifier le stagiaire au jour le jour
  - Implique que l'équipe connaisse le programme et les objectifs de formation
  - Le tuteur participe quotidiennement à la construction de situations d'apprentissage

- Accompagner le stagiaire dans l'apprentissage du métier
- Évaluer les acquis en se questionnant sur
  - Le sens de l'évaluation : donner un avis sur la valeur d'un travail d'apprentissage.

### Conclusion
Le tutorat permet d'accompagner l'étudiant infirmier sur son chemin de formation par le biais de partage de valeurs, de vision, de travail réel. L'évaluation du tutorat a montré de réels bénéfices dans l'accueil et l'intégration du stagiaire infirmier dans une équipe, voire une accélération d'acquisition de nouvelles compétences.

## Formation à distance et tuteurs
Le Tutorat à distance se développe dans les dispositifs de FOAD prenant en compte les spécificités de ces environnements pédagogiques.

## Les compétences du référentiel de tuteur
Le référentiel du certificat de compétences « tuteur » délivré par les CCI et AFNOR Certification définit compétences :
1. Accueillir et intégrer le salarié.
2. Organiser et planifier le parcours d’acquisition des compétences du salarié.
3. Former, accompagner et transmettre les connaissances, les savoir-faire, savoir agir et la culture d’entreprise.
4. Évaluer les acquis et suivre la progression professionnelle de l’apprenant.
5. Accompagner l'insertion professionnelle, organiser les relations avec les acteurs concernés par le parcours de l’apprenant (centre de formation interne ou externe, hiérarchie…).

### Sources
- Alain Baudrit, Tutorat : richesses d'une méthode pédagogique, édition De Boeck, 2002
- Gérard Barnier, Tutorat dans l'enseignement et la formation, édition l'Harmattan, 2001
- Alain Avanthey Tuteurs en Entreprises, éditions "Le Manuscrit" 2007
- Marcel Lebrun, Théories et méthodes pédagogiques pour enseigner et apprendre, Éditions De Boeck, 2002